# Edgiva de Kent
Edgiva de Kent (c. 903-c. 966) fue la tercera esposa del monarca Eduardo el Viejo, rey de Wessex, desde su matrimonio en el año 919 hasta el fallecimiento del rey en el año 924.

## Biografía
Edgiva nació a principios del siglo X, siendo hija de Sigelhelm, ealdorman de Kent que murió en la batalla del Holme de 902. Se casó en el año 919 con Eduardo el Viejo, rey de Wessex -de 51 años-, naciendo de este matrimonio cuatro hijos, los futuros reyes de Wessex Edmundo I el Magnífico y Edred y las hijas Edburh y Edgiva. El rey Eduardo murió el 17 de julio del año 924, dejándola viuda con apenas 19 años.
Según una crónica escrita a comienzos de la década de 960, su padre había entregado Cooling, en Kent, a un hombre llamado Goda como aval de un préstamo. Edgiva reclamó que su padre había pagado el préstamo y que le había entregado esas tierras a ella, pero Goda negó haber recibido el pago y rehusó entregar las tierras. Finalmente, tomó posesión de Cooling seis años tras el fallecimiento de su padre, cuando sus amistades persuadieron al rey Eduardo el Viejo con desposeer a Goda de sus propiedades a no ser que entregara Cooling. Eduardo más tarde declaró las tierras de Goda abandonadas y se las entregó a Edgiva, aunque ella les devolvió la mayoría a Goda, sí que mantuvo los fueros. Posteriormente, contrajo matrimonio con el rey Eduardo. Tras la muerte del monarca en el año 924, el nuevo rey Athelstan ordenó a Edgiva entregar sus fueros a Goda, quizás por la mala relación del rey con su madrastra.
Edgiva desapareció de la corte durante el reinado de su hijastro, el rey Athelstan (r. 924-939), aunque volvió a tener gran influencia durante el reinado de sus dos hijos, Edmundo I (r. 939-946) y Edred (r. 946-955). En el acta constitutiva del año 953, el rey Edred le concedió tierras en Felpham, Sussex, y Edgiva es descrita como formula Dei, sugiriendo que quizá tomó votos religiosos mientras continuaba viviendo en sus terrenos.
Tras la muerte de su hijo Edred en el año 955, sus tierras fueron confiscadas por su nieto mayor, el rey Edwy el Bello (r. 955-959), quizás porque tomó partido a favor del bando de su hermano más joven, Edgar el Pacífico (959-975), en una lucha los hermanos. Cuando Edgar sucedió a su hermano Edwy tras su muerte en el año 959, Edgiva recuperó algunas tierras y recibió regalos de su nieto, aunque no recuperó su posición privilegiada en la corte. La última vez que asistió a un acta constitutiva fue en el año 966.

## En la ficción
Edgiva fue representada en la 5ª temporada (2022) de la serie The Last Kingdom por Sonya Cassidy. En la película secuela, Siete reyes deben morir (2023), Sonya no pudo participar por problemas de agenda y en su lugar Edgiva fue representada por la actriz Elaine Cassidy.